# Humedales de Eten
Los Humedales de Eten son un importante ecosistema costero de humedales ubicado en los distritos de Eten, Monsefú, Santa Rosa y Puerto Eten, en la provincia de Chiclayo, departamento de Lambayeque, Perú. Por su extensión geográfica que abarca varios distritos, son también conocidos como Humedales de Eten-Monsefú. Constituyen una de las principales zonas húmedas del norte del Perú, aunque su superficie se ha reducido drásticamente a expensas de las autoridades, de 1,377 hectáreas oficiales en 2005 mediante ordenanza regional, a ser de facto aproximadamente entre 200-270 hectáreas en la actualidad por el tráfico ilegal de tierras motivado por la expansión urbana y agrícola.A pesar de su relevancia ecológica reconocida por investigadores y organizaciones ambientales, a la fecha no cuentan con una declaración formal como Área Natural Protegida a nivel nacional, ni como Sitio Ramsar por su categoría de humedal.

## Denominación
El complejo de humedales recibe distintas denominaciones locales principalmente por su extensión y razones políticas al encontrarse dividido en 4 distritos de Chiclayo. La denominación más antigua y frecuente es la de "Humedales de Etén", en referencia a la zona y el distrito homónimo, que deriva de un vocablo mochica (Ætin o Æten). Las otras denominaciones de "Humedales de Santa Rosa" y "Humedal de Puerto Etén" son a posteriori y en referencia a los sectores noroeste y sur del humedal que se encuentran en los distritos homónimos, pero tales distritos son escisiones políticas que se fueron dando del litoral del antiguo distrito de Etén. También se da la denominación de "Humedales de Monsefú" por el distrito donde se encuentra al sector norte de este, de la cual ha surgido la derivación moderna de "Etén-Monsefú". Lo más adecuado es que se trabaje en una sola denominación para todo el conjunto y no basarse en delimitaciones políticas para cada sector sino en la continuidad ecológica del ecosistema que abarca más de un solo distrito.

## Historia
Históricamente, se estima que su extensión fue de más de 2000 hectáreas, luego 1,377 hectáreas cuando el 25 de enero de 2005 oficialmente fueron declarados "Área ecológica de interés regional" como parte del "Parque ecológico metropolitano de Chiclayo" por el Gobierno Regional de Lambayeque (Ordenanza Regional N.º 004-2005-GR.LAMB./CR) a través de la coordinación con su "Gerencia de recursos naturales y gestión del medio ambiente".Sin embargo, en menos de 20 años, ha experimentado una significativa reducción debido a factores antrópicos por el descuido de las autoridades como la expansión urbana y agrícola relacionada con el tráfico ilegal de tierras, estimándose su superficie actual en menos de 200 hectáreas o alrededor de esta cifra, según reportes de 2018 a 2023.
El 27 de agosto de 2024, los humedales a través de una ordenanza aprobada por el concejo de la municipalidad provincial de Chiclayo fueron declarados de "interés público provincial". Aunque hasta la fecha no se ha avanzado en el proceso de reconocimiento como Área de conservación regional que lo emite el MINAM.

## Características Geográficas e Hidrográficas
Estos humedales se forman principalmente por el afloramiento de agua subterránea proveniente del Río Reque, que culminan su recorrido subterráneo cerca de la costa del Pacífico.
El complejo de humedales se extiende por el territorio de los distritos de Eten, Santa Rosa, Puerto Eten y Monsefú, lo que justifica su frecuente denominación como Humedales de Eten-Monsefú en estudios de impacto ambiental y propuestas de conservación. 

## Biodiversidad y Rol Ecológico
Los Humedales de Eten son vitales para una gran variedad de especies de flora y fauna, especialmente aves. Son un punto de descanso y alimentación crucial para aves migratorias que recorren el Corredor Migratorio del Pacífico, incluyendo especies boreales y australes.

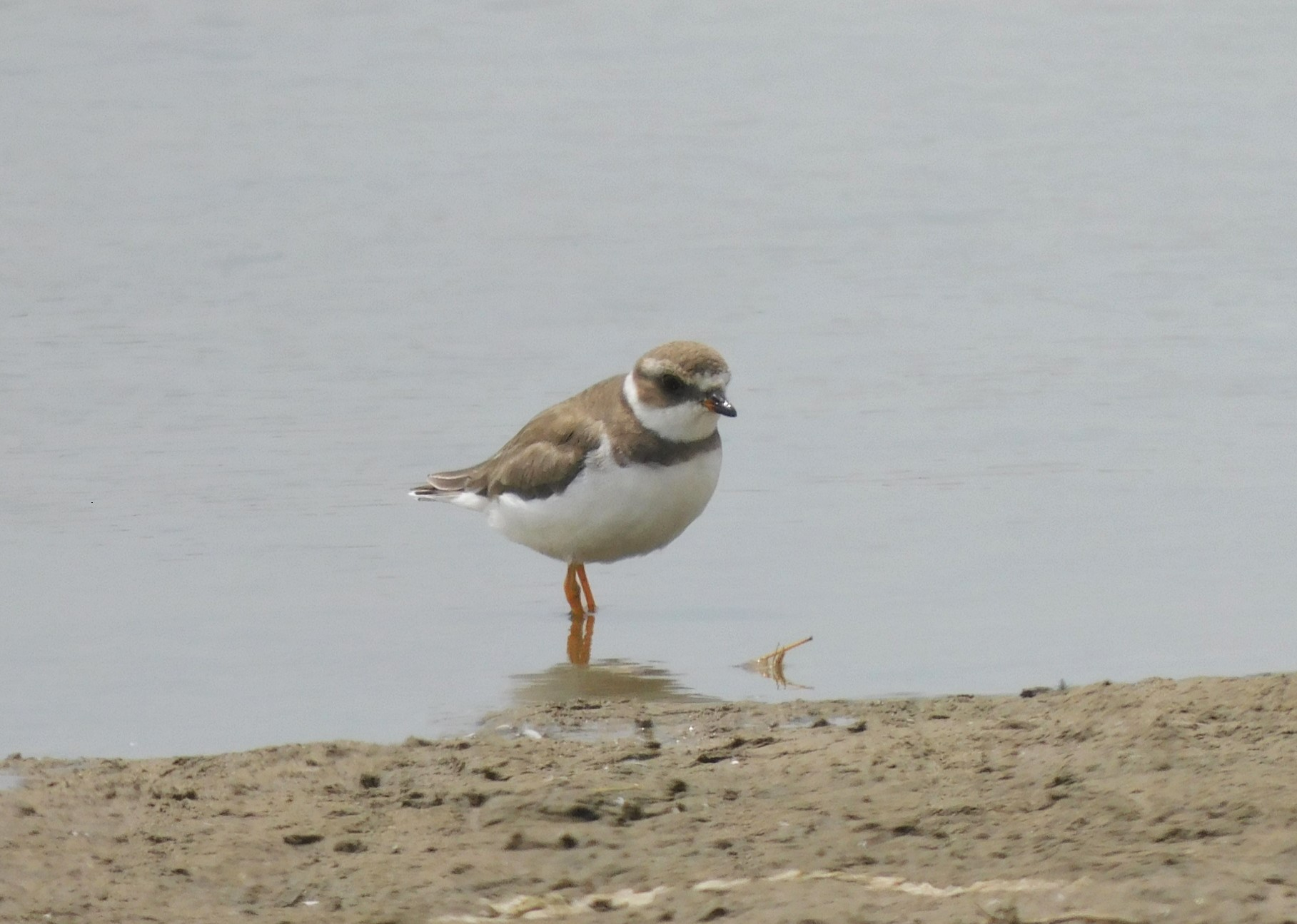
Chorlo semipalmeado (Charadrius semipalmatus), un ave migratoria, en las orillas de un cuerpo hídrico de los humedales.

### Fauna Representativa
Si se menciona a las aves, se ha registrado un total de 153 especies, de las cuales pertenecen a 17 órdenes y 45 familias. Las familias con mayor número de especies fueron Scolopacidae (playeros) con 21 especies (14 %) y Laridae (gaviotas y gaviotines) con 15 especies (10 %). Juntas ambas familias suman un 24 % del total de la avifauna de los humedales de Eten.
Entre las especies residentes y migratorias observadas, se destacan las siguientes:
| Clase    | Especie (nombre científico) | Nombre común                  | Estado (residente/migratoria) | Notas                                    |
| -------- | --------------------------- | ----------------------------- | ----------------------------- | ---------------------------------------- |
| Aves     | Anas georgica               | Pato jergón                   | Residente                     | Común en cuerpos de agua dulce.          |
| Aves     | Egretta thula               | Garceta nívea                 | Residente/Migratoria          | Ampliamente distribuida.                 |
| Aves     | Fulica ardesiaca            | Gallareta andina              | Residente                     | Abundante en zonas de totoral.           |
| Aves     | Charadrius semipalmatus     | Chorlo semipalmeado           | Migratoria                    | Especie boreal, llega en verano austral. |
| Aves     | Tringa flavipes             | Playero patas amarillas chico | Migratoria                    | Especie boreal.                          |
| Anfibios | Rhinella marina             | Sapo marino                   | Residente                     | Adaptado a ambientes húmedos.            |
| Peces    | Poecilia reticulata         | Guppy                         | Residente                     | Especie introducida, muy común.          |

Nota: Esta tabla es una muestra y debe ser ampliada con datos de estudios ornitológicos específicos de la zona.

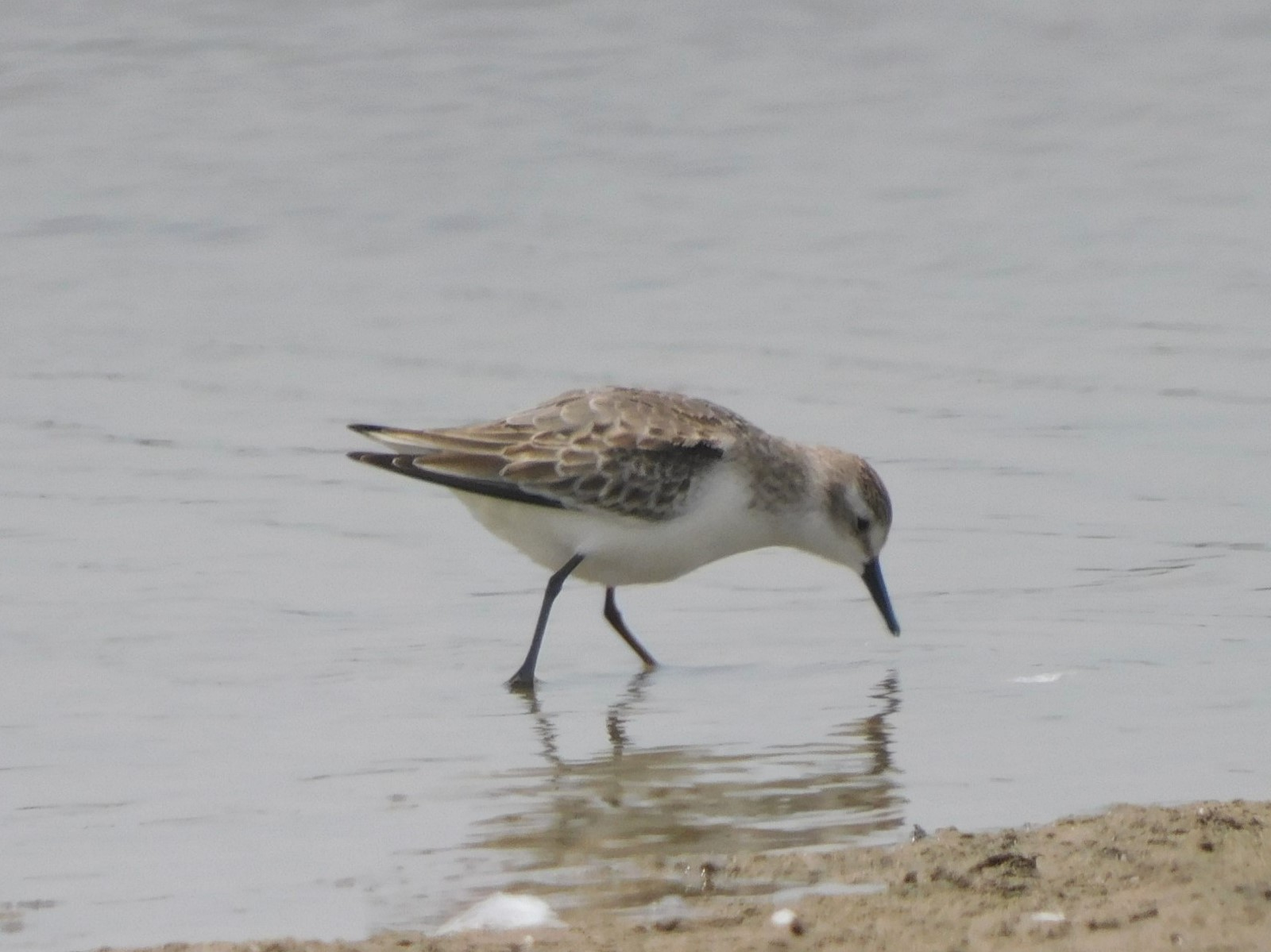
Playero (Calidris pusilla) alimentándose en una orilla de los humedales.

### Flora Representativa
La flora está compuesta principalmente por totorales (Schoenoplectus californicus), juncos (Scirpus) y otras plantas acuáticas que proveen refugio y alimento. Además son explotados por los locales para la confección de artesanías y utensilios al secarse.
Asimismo en las zonas de tierra firme que conectan los cuerpos de humedales hay presencia de vegetación como: Lejía (Batis marítima), Platanito (Sessuvium portulacastrum), Grama Salada (Distichlis spicata), Verdolaga (Salicornia fruticosa) y las gramíneas: grama de agua (Paspalum vaginatum) y Sporobolus virginicus.

### Importancia
Su importancia ecológica radica en ser un regulador hídrico natural, un filtro de agua, un mitigador del cambio climático al ser sumideros de carbono y, fundamentalmente, un hábitat crítico para la supervivencia de poblaciones de aves y otros organismos.

## Amenazas y Esfuerzos de Conservación
A pesar de su valor, los Humedales de Eten se han visto reducidos en un 85% desde el 2005 o del 90% si se consideran estimaciones históricas. Enfrentan serias amenazas que comprometen su subsistencia y extensión:
- Invasiones y Expansión Urbana: El crecimiento desordenado de las áreas urbanas circundantes ha provocado la invasión y desecación de grandes extensiones de los humedales motivado por el tráfico ilegal de tierras y la inoperancia de las autoridades locales.[14]
- Contaminación: La descarga de residuos sólidos (basura) y aguas residuales domésticas e industriales afecta gravemente la calidad del agua y el ecosistema.[15]
- Actividades Agrícolas y Ganaderas: La expansión agrícola relacionado con el tráfico ilegal de tierras y el pastoreo incontrolado, por parte de los locales contribuyen a la degradación del hábitat, se han visto reportes fotográficos de ganado bovino pastoreando la flora del humedal o tomando de los "ojos" de agua.[16]
- Caza Furtiva y Depredación de Huevos: Se ha reportado la caza furtiva de los patos silvestres y aves en el humedal así como la depredación de los nidos de huevos por perros y gatos relacionados con la expansión agrícola.[12]
- Cambio Climático: La alteración de patrones de lluvia y la potencial intrusión salina también representan amenazas a largo plazo.[17]

Diversas instituciones académicas, organizaciones no gubernamentales (ONG) y la sociedad civil local han impulsado iniciativas para la conservación de los Humedales de Eten. Estas incluyen propuestas para su declaración como Área de Conservación Regional (ACR) o la implementación de planes de manejo para su protección y uso sostenible, con el fin de preservar este valioso recurso natural para las futuras generaciones.